# Герб Незнанова
Герб Незна́нова — офіційний символ села Незнанів Шептицького району Львівської області. Затверджений 23 червня 2008 року сесією сільської ради.
Автор проєкту — А. Гречило.

## Опис
У червоному полі із зеленої основи виростає золотий дуб, на який обабіч спираються два такі ж бобри.

## Зміст
Дуб означає природну пам'ятку Незнанова — старий дуб, що уособлює міцність, силу і твердість духу. Бобри вказують на річку Бобрівку, що протікає через село, а також свідчать про розселення тут цих тварин.